# Reddy's Redemption
Reddy's Redemption è un cortometraggio muto del 1911 scritto e diretto da Horace Vinton.

## Produzione
Il film fu prodotto dall'(American Film Manufacturing Company).

## Distribuzione
Distribuito dalla Motion Picture Distributors and Sales Company, il film - un cortometraggio in una bobina - uscì nelle sale cinematografiche USA il 6 aprile 1911.